# Луговой, Василий Петрович
Василий Петрович Луговой (1915—2000) — капитан Рабоче-крестьянской Красной Армии, участник боёв на Халхин-Голе и Великой Отечественной войны, Герой Советского Союза (1939).

## Биография
Василий Луговой родился 28 ноября 1915 года в селе Кизловка (ныне — Чернухинский район Полтавской области Украины). После окончания начальной школы работал в колхозе. В 1937—1940 годах проходил службу в Рабоче-крестьянской Красной Армии. В 1938 году он окончил школу младших командиров Участвовал в боях на реке Халхин-Гол, будучи командиром танка «БТ-7» 4-го батальона 11-й лёгкой танковой бригады 1-й армейской группы.
21 августа 1939 года танк Лугового в бою был подбит около японских позиций, после чего экипаж два дня оборонялся от наседающего противника, пытавшегося уничтожить танк. В том бою Луговой получил ранение, но продолжал сражаться.
Указом Президиума Верховного Совета СССР от 17 ноября 1939 года за «мужество и героизм, проявленные при выполнении воинского и интернационального долга» младший комвзвод Василий Луговой был удостоен высокого звания Героя Советского Союза с вручением ордена Ленина и медали «Золотая Звезда» за номером 180.
В марте 1940 года Луговой был демобилизован. В 1943 году он повторно был призван в армию. Участвовал в боях Великой Отечественной войны. В декабре 1945 года в звании капитана он был уволен в запас. Проживал в родном селе, работал председателем колхоза. Скончался 13 августа 2000 года.
Был также награждён орденами Отечественной войны 1-й степени, Красной Звезды и Сухэ-Батора, рядом медалей.